# Syzygium fibrosum
Syzygium fibrosum là một loài thực vật có hoa trong Họ Đào kim nương. Loài này được (F.M.Bailey) T.G.Hartley & L.M.Perry miêu tả khoa học đầu tiên năm 1973.